# Fearne Cotton

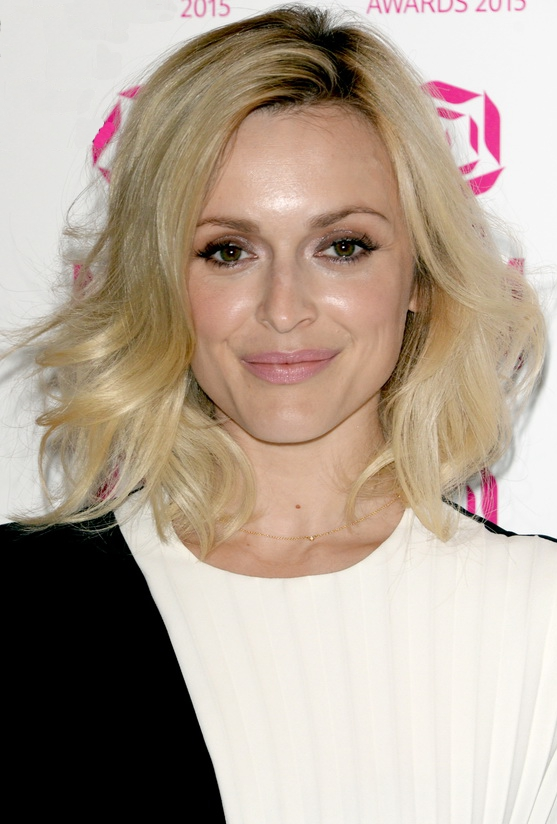
Fearne Cotton (2014)

Fearne Marie Cotton (bürgerlich Fearne Marie Wood, * 3. September 1981 in Northwood, London) ist eine britische Fernsehmoderatorin und Radio-DJ, die in Deutschland vor allem durch die Moderation verschiedener Kindersendungen bekannt ist.

## Leben und Karriere
Cotton wuchs zusammen mit ihrem jüngeren Bruder Jamie in London auf. Sie begann ihre Karriere im Alter von 16 Jahren bei der britischen Version des Disney Clubs auf dem Sender GMTV, später moderierte sie die Sendung Diggit.
2002 begann Cotton, die auch in Deutschland auf Super RTL und Jetix ausgestrahlte Sendung Finger Tips zusammen mit Stephen Mulhern zu moderieren. Kurz darauf folgte ein Engagement für die Sendung Eureka (in Deutschland in Ausschnitten auf dem Sender KIKA zu sehen). Bereits kurz darauf bekam sie einen Posten als Moderatorin in der CBBC Morning Show SMILE und für die BBC-Show The Saturday Show.
Bekannt wurde Cotton, als sie 2003 die Show Top of the Pops: Saturday moderierte. Die Show wurde im Juli 2006 aufgrund sinkender Zuschauerzahlen eingestellt. Danach moderierte sie die in Großbritannien populäre Show Love Island für den Sender ITV1, für die sie sechs Wochen in Fidschi verbrachte. Im Sommer 2005 moderierte sie das Live-8-Konzert in London.
Im September 2005 unterschrieb Cotton einen Vertrag bei der britischen Radiostation BBC Radio 1, hier moderierte sie samstags und sonntags zusammen mit Reggie Yates die Fearne and Reggie Show, welche bis zum 26. September 2009 existierte. Ebenfalls mit Yates drehte sie im Sommer 2006 die Show Only in America, eine Kindersendung über die Vereinigten Staaten.
Im Februar 2007 interviewte Cotton für den Sender Sky one Prominente am roten Teppich der Oscars. Im darauffolgenden Monat moderierte sie die Show Making Your Minds Up 2007, in welcher über den britischen Beitrag zum Eurovision Song Contest 2007 in Helsinki entschieden wurde und verlas während des Contests am 12. März 2007 die Punktevergabe des Vereinigten Königreiches.
Im Mai 2007 wurde bekannt gegeben, dass Cotton die neue Moderatorin des britischen Ablegers der Fernsehshow The X Factor, The Xtra Factor, wird. Die Dreharbeiten zur neuen Staffel begannen im Mai; die Erstausstrahlung erfolgte im September auf ITV1.
Am 27. September 2009 übernahm Cotton den Sendeplatz von Jo Whiley und hatte montags bis freitags von 10 bis 13 Uhr ihre eigene Radiosendung, in der unter anderem die Live Lounge ausgestrahlt wird. Seit demselben Jahr hat sie ihre eigene Sendung namens Fearne and …, in der sie regelmäßig Prominente für mehrere Tage begleitet und kennenlernt. Die Sendung läuft auf ITV 2. Ebenso auf ITV 2 ist sie regelmäßig in der Spielshow Celebrity Juice zu sehen.
Seit 2019 moderiert sie vorproduzierte und auch live ausgestrahlte Sendungen Sounds of the 90’s with Fearne Cotton im 2. Radioprogramm der BBC.
Cotton führte eine dreijährige Beziehung mit dem Skateboarder Jesse Jenkins. Seit 2011 ist Cotton mit Jesse Wood, Sohn von Rolling-Stones-Gitarrist Ron Wood, liiert. Sie heirateten im Juli 2014 und bekamen im Februar 2013 einen gemeinsamen Sohn und im September 2015 eine Tochter. Im Dezember 2024 wurde bekannt, dass sich Cotton und Wood nach 10 Jahren Ehe getrennt hatten.
Cotton designte für Swan eine Küchen- und Kochgeschirrserie und schreibt Koch- und Yogabücher.